# Liste von Persönlichkeiten aus Ligornetto
Diese Liste enthält in Ligornetto geborene Persönlichkeiten und solche, die in Ligornetto ihren Wirkungskreis hatten, ohne dort geboren zu sein. Die Liste erhebt keinen Anspruch auf Vollständigkeit.

## Persönlichkeiten
(Sortierung nach Geburtsjahr)
- Battista Gardona (* um 1520 in Ligornetto; † nach 1578 ebenda ?), Künstler, Bildhauer. Im Jahr 1578 beteiligte er sich an der Ausschmückung des Chorgestühls der Kirche Santa Maria della Consolazione in Todi[1]
- Paolo Canova (* um 1555 In Ligornetto; † nach 1625 ebenda ?), Bruder von Domenico, Maurermeister in Böhmen[2]
- Domenico Canova (* um 1560 in Ligornetto; † nach 1600 ebenda ?), Maurermeister in Böhmen[2]

- Familie Comi. [3]
  - Nicolò Comi (* 1652 in Ligornetto; † 28. Mai 1720 in Roudnice nad Labem), Architekt, er schuf ab 1696 im Schloss Roudnice nad Labem[4]
  - Gianmaria Comi (* 1736 in Pavia; † 23. Januar 1797 ebenda), aus Ligornetto, Priester, Redner, Dichter und Publizist. Er verfasste u. a. Elogio funebre di Maria Teresa (1781) und Elogio funebre di Maria Antonia, regina di Sardegna (1785)[5][3]
  - Giovan Antonio Comi (* um 1738 in Pavia; † nach 1811 ebenda), Bruder des Giovan Maria, Priester der Kongregation der Missionare vom heiligen Vinzenz von Paul in Pavia, Dozent der Philosophie in Piacenza, Professor an der Universität Parma 1776–1778, Rektor des Priesterseminar von Pavia 1791[6][7]
  - Siro Comi (* 1741 in Pavia; † 1821 ebenda), Sohn des Carlo Giuseppe aus Ligornetto, Priester Archivar der Universität Pavia (1804 ernannt), wurde er mit der Abfassung ihrer Geschichte beauftragt. Verfasser zahlreicher gedruckter und handschriftlicher Werke: Franciscus Philelphus archigymnasio Ticinensi vindicatus (1783); Ricerche storiche sull’Accademia degli affidati (1792); Memoria storico diplomatica (1803); Sull’arca di S. Agostino (1804); Memorie bibliografiche per la storia della Tipografia pavese del sec. XV (1807)[8][3]

- Künstlerfamilie Colombara. 

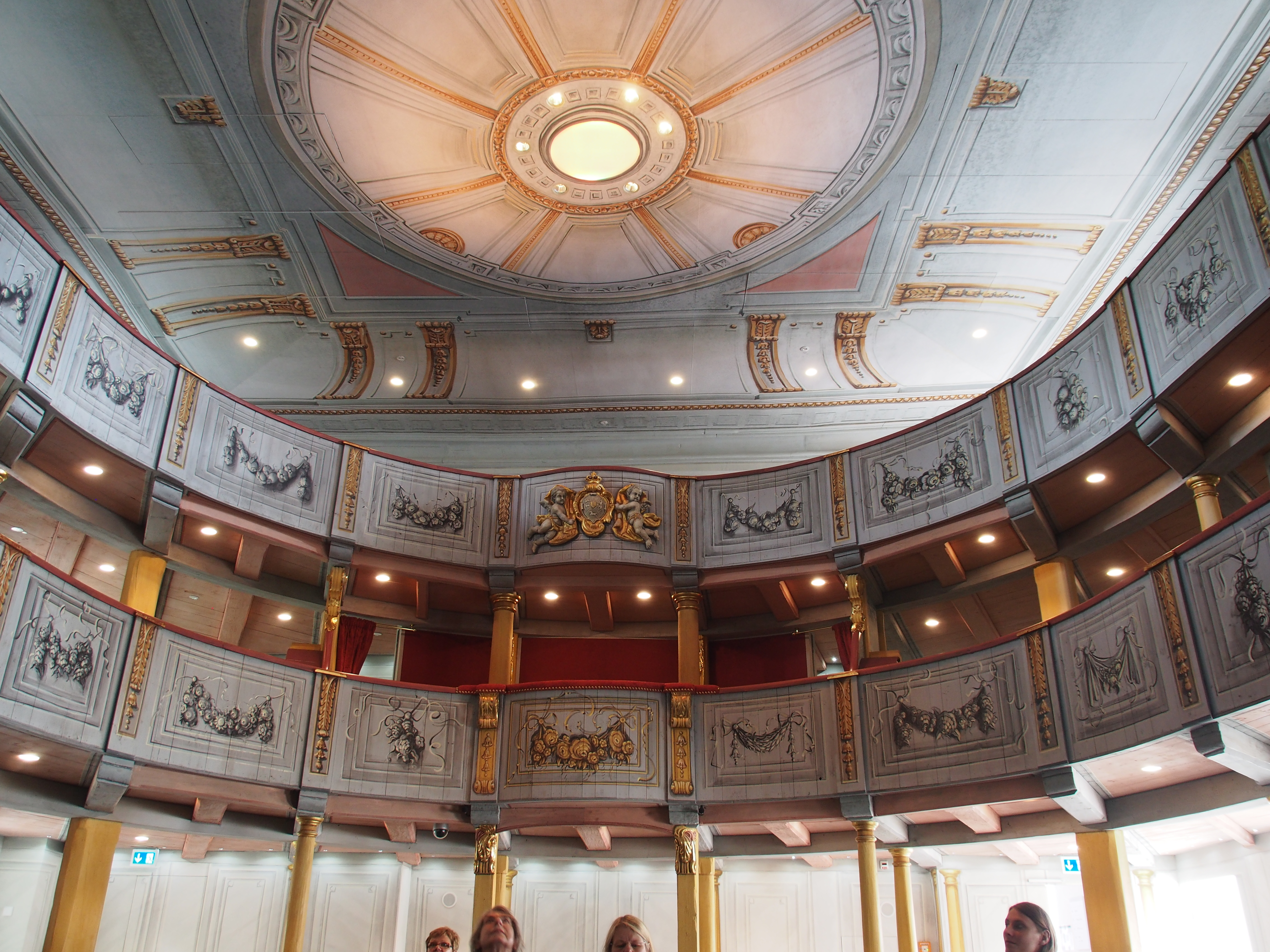
Giovanni Belloni: Stuckarbeiten, Schloss Celle, Celle

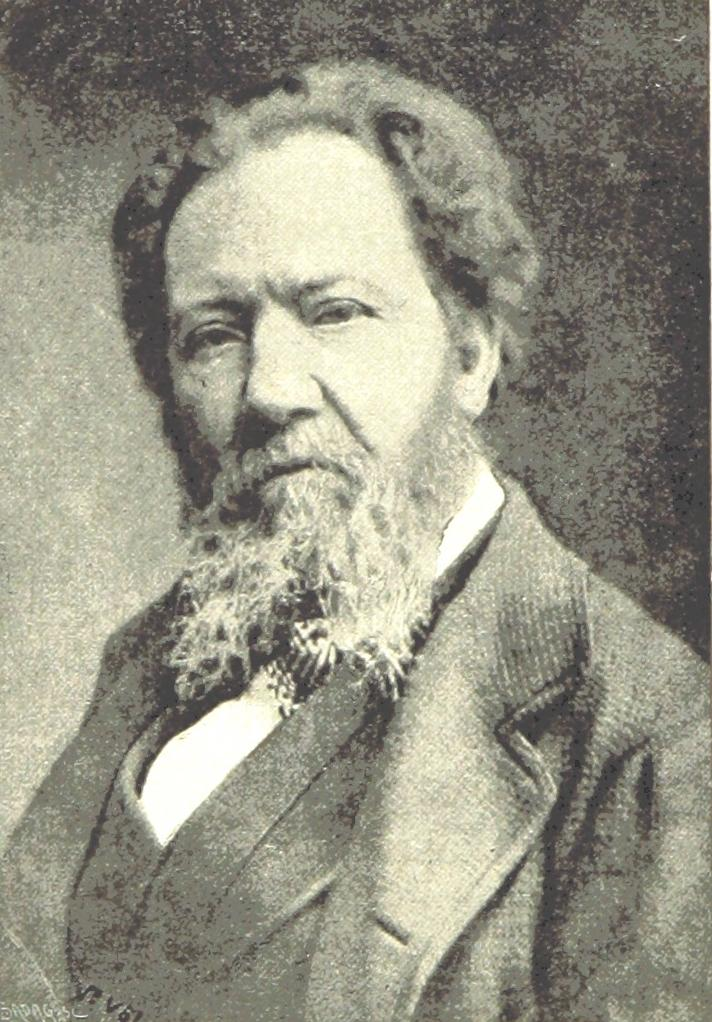
Vincenzo Vela

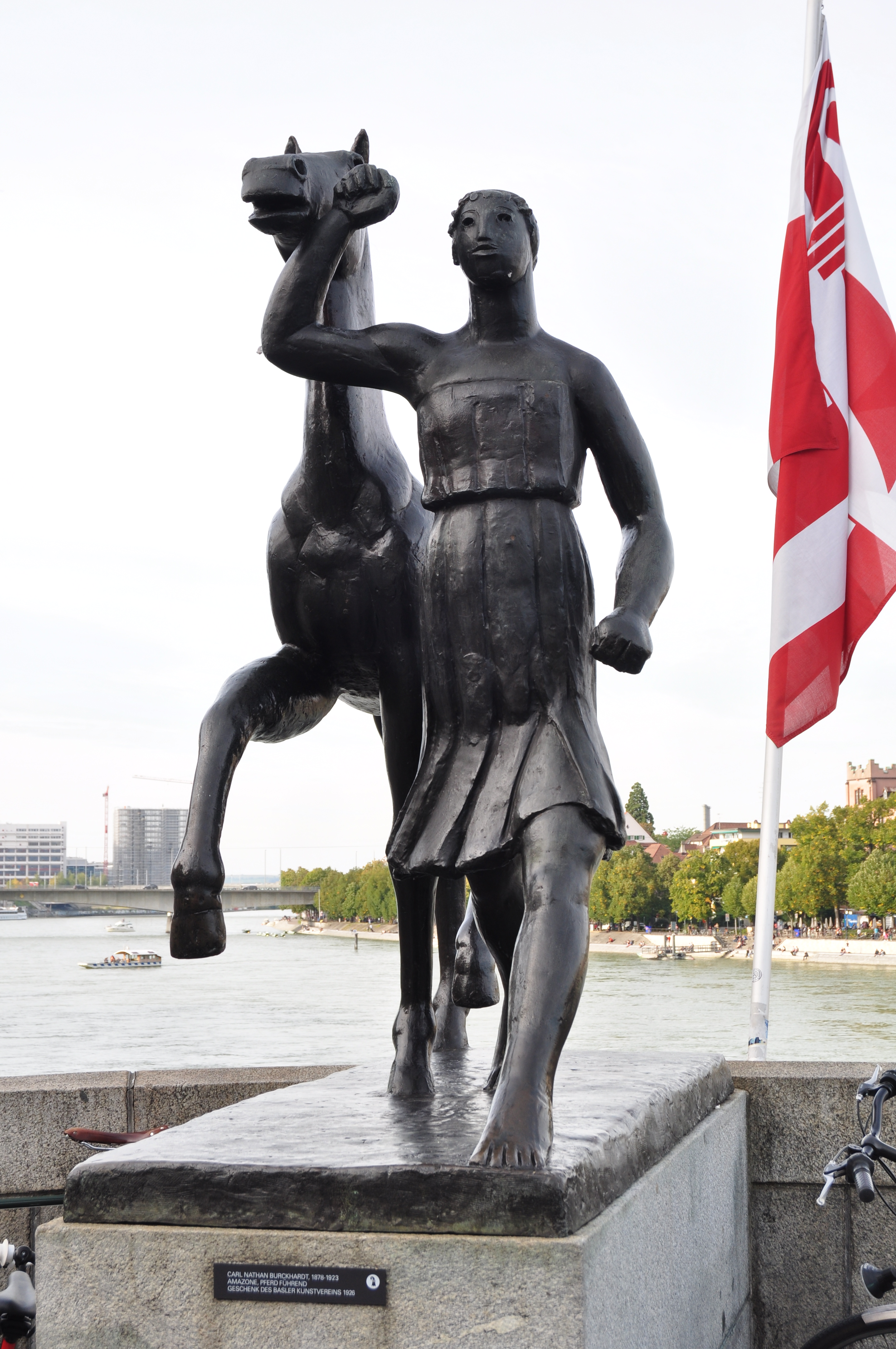
Carl Burckhardt: Standbild Amazone Schifflände, Basel

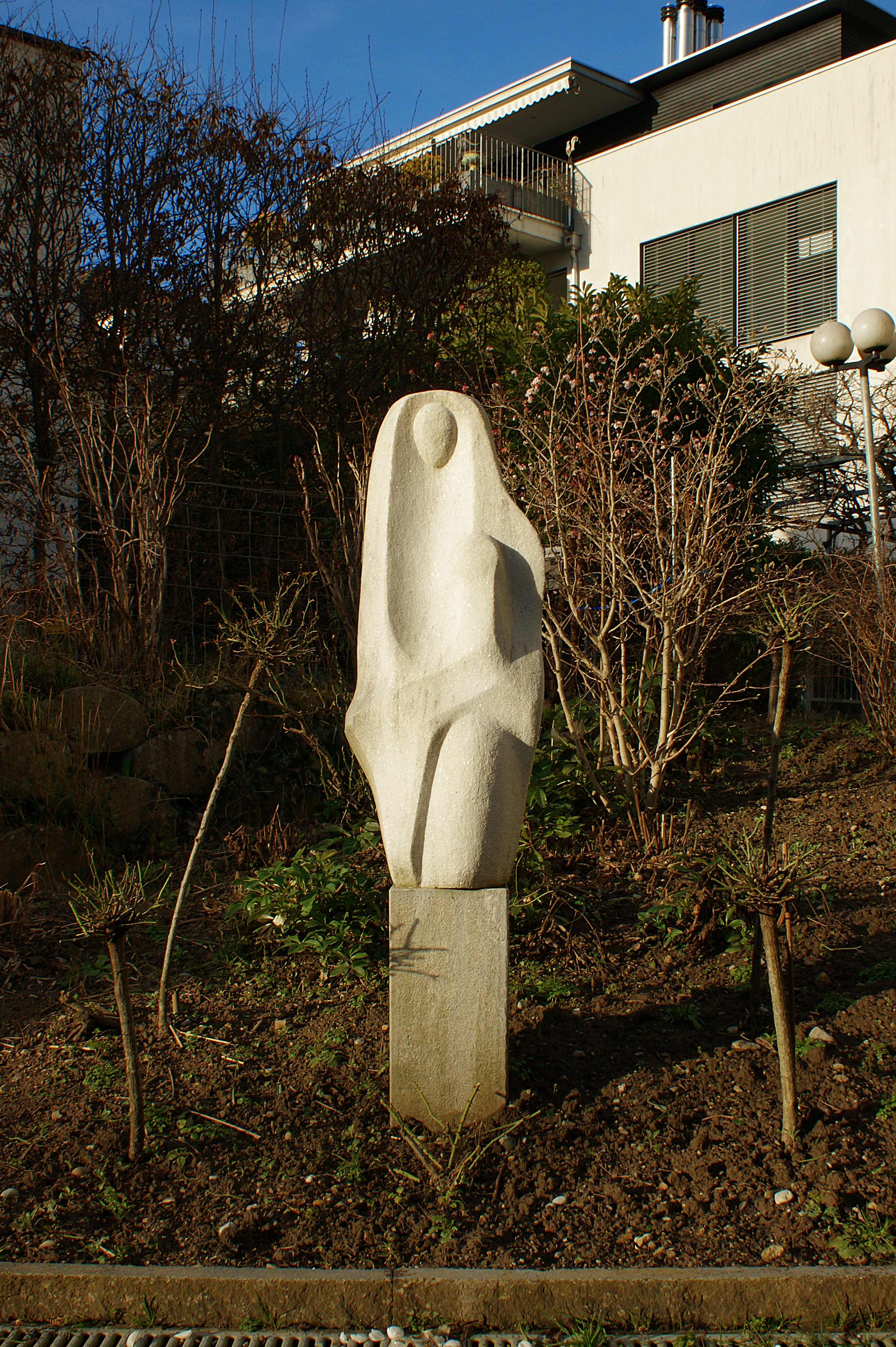
Pierino Selmoni: Marmorskulptur Maria mit Christuskind

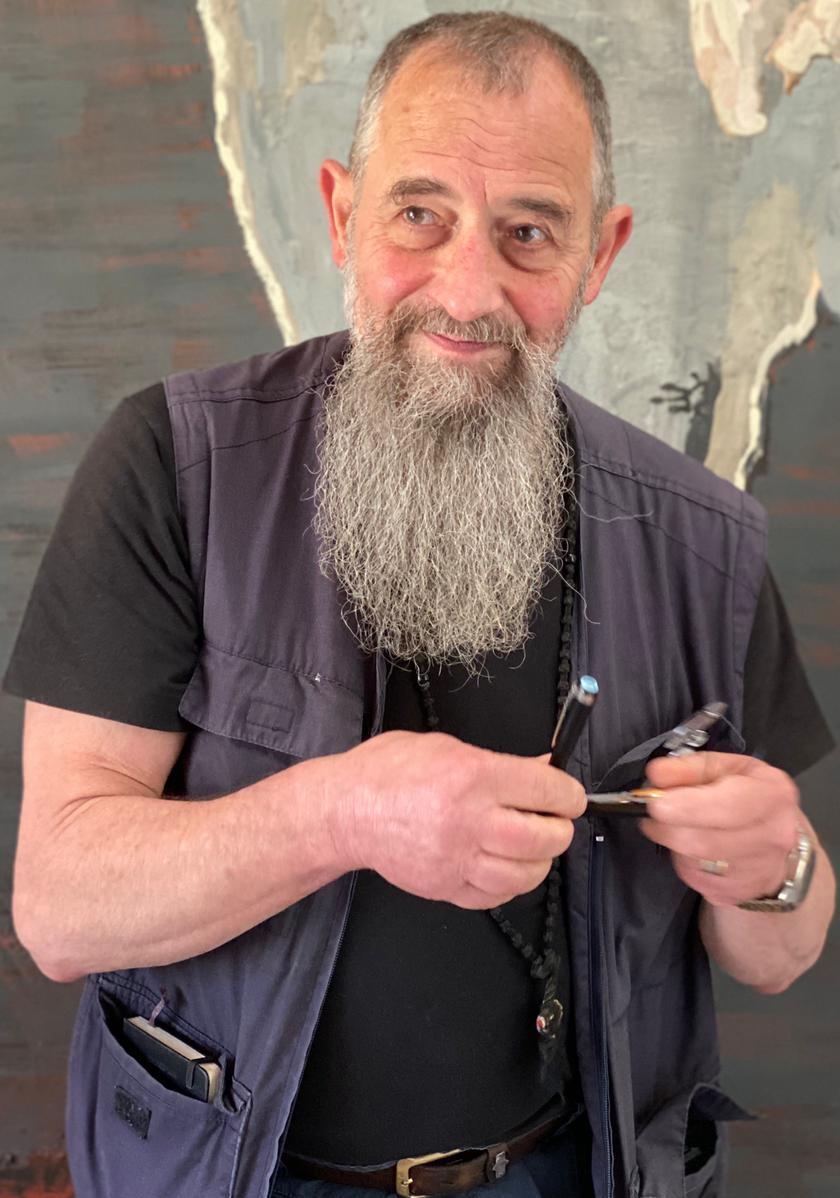
Samuele Gabai (2020)

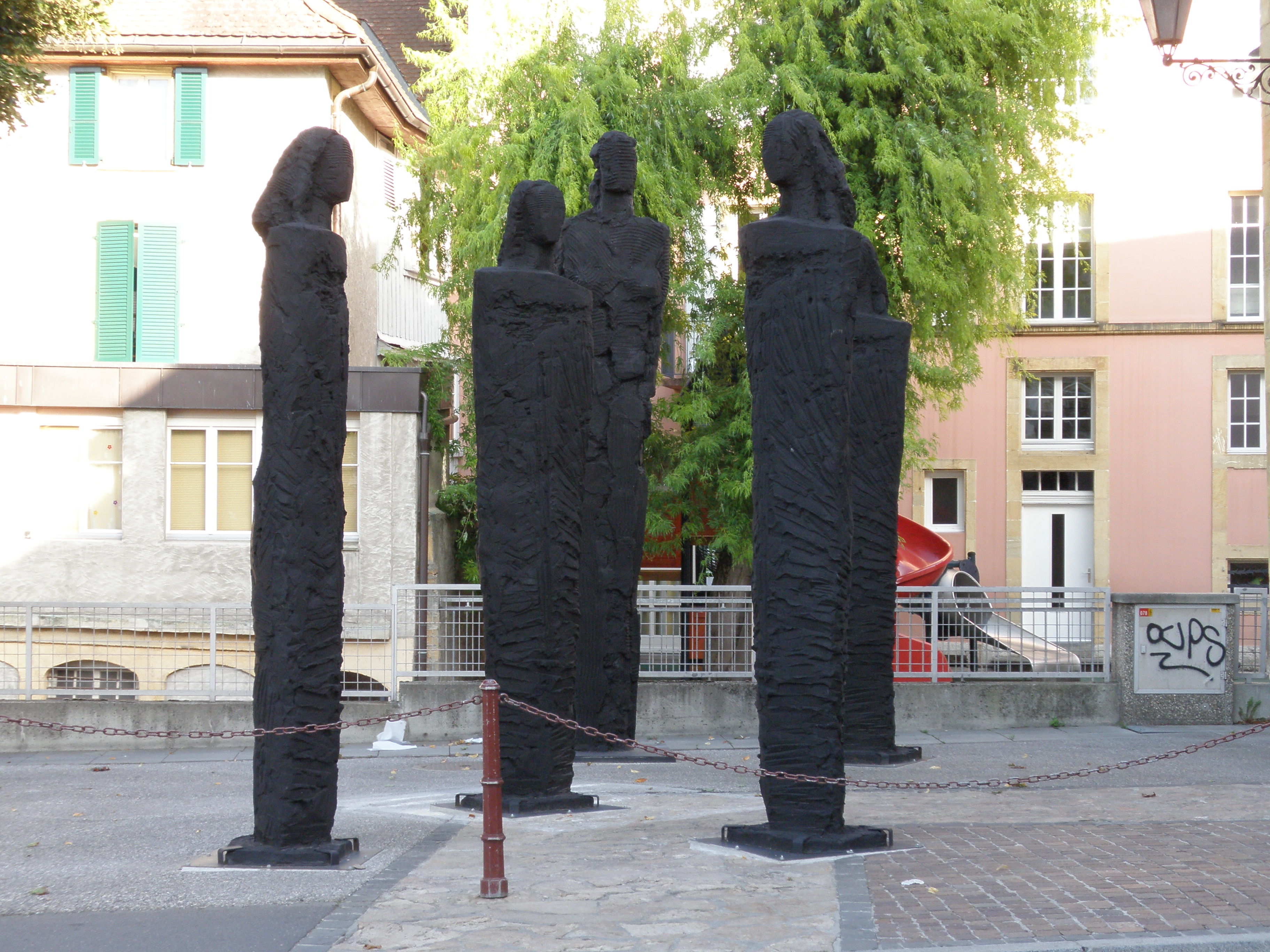
Ivo Soldini: Grandi figure verticali

  - Placido Colombara (* um 1710 in Ligornetto; † 1797 ebenda), Innenarchitekt, er schuf 1774 die Ausstattung des Audley End House südlich von Cambridge: u. a. der Bibliothek. Um 1780 arbeitete er im Mount Clare House bei Roehampton[9]
  - Manfredo Colombara (* 1720 in Ligornetto; † 1756 in Zamość ?), Stuckateur mit Carlo Maria Pozzi aus Lugano in Deutschland; 1752–1756 in Zamość, im Südosten von Polen, wo er im Rathaus arbeitete[9]
  - Carlo Colombara (* 1. Februar 1787 in Ligornetto; † 27. Oktober 1857 ebenda), Ingenieur, 1820–1822 baute er die Kantonsstrasse von Giornico nach Airolo, 1828–1830 die Sankt Gotthardstrasse, 1846–1850 die Tiefenaubrücke bei Bern. Stellvertretender Richter am Gericht in Lugano, Tessiner Grossrat 1821–1830[10]

- Künstlerfamilie Belloni. [11]
  - Antonio Belloni (* um 1650 in Ligornetto; nach 1723 in Lübeck ?), Stuckateur in Berlin[12]
  - Francesco Belloni (* um 1650 in Ligornetto; † nach 1680 in Berlin ?), Stuckateur in Berlin um 1680[12]
  - Giovanni Belloni (* um 1650 in Ligornetto; † nach 1690 in Frankfurt (Oder) ?), Stuckateur in Schloss Celle: barocke Ausstattung des herzoglichen Schlosses mit Hoftheater, heute Residenzmuseum[12]

- Künstlerfamilie Vela. [13]
  - Lorenzo Vela (* 4. Juli 1812 in Ligornetto; † 10. Januar 1897 in Mailand), Älterer Bruder von Vincenzo Vela, Bildhauer, er arbeitete u. a. an der Kapelle des Marchese d’Adda in Arcore, im Palast der Sparkasse in Mailand, schuf mehrere Skulpturen im Palast Vonwiller in Neapel, am Stadthaus von Lugano, er unterrichtete Ornamentik in der Accademia di Belle Arti di Brera, Tessiner Grossrat[13][14][15][16]
  - Vincenzo Vela (1820–1891), Bildhauer und Politiker
  - Giovanni Vela (* 1851 in Ligornetto; † 9. Februar 1929 in Mailand), Neffe von Vincenzo, Professor und Bildhauer[13]
  - Spartaco Vela (* 28. März 1854 in Turin; † 23. Juli 1895 in Ligornetto), Sohn des Vincenzo, Landschaftsmaler, er hinterliess nach dem Willen seines Vaters das Haus, die Modelle von Vincenzo und die Pinakothek von Ligornetto der schweizerische Eidgenossenschaft[13][17][18][19]

- Antonio Galli (* um 1825 in Ligornetto; † 10. Juni 1893 in Balerna), Priester, Pfarrer, Erzpriester von Balerna und Dekan[20]
- Lazzaro Ruvioli (1832–1906), Arzt, Bürgermeister von Ligornetto[21]
- Gottardo Induni (* 7. Oktober 1858 in Ligornetto; † 8. November 1918 ebenda), Künstler, Bildhauer, Schüler von Vincenzo Vela. Ab 1886 in London tätig[22][23]
- Luigi Piffaretti (* 20. November 1861 in Ligornetto; † 5. Juni 1910 ebenda), Künstler, Bildhauer. Neffe von Vincenzo Vela[24][25]
- Carl Burckhardt (1878–1923), Maler, Bildhauer und Kunstschriftsteller.
- Apollonio Pessina (1879–1958), Bildhauer
- Pietro Bianchi (* 28. Juni 1889 in Ligornetto; † nach 1834 ebenda), Bildhauer und Zeichenlehrer[26]
- Plinio Pessina (1894–1980), heimatberechtigt in Ligornetto, war ein Schweizer Offizier, Oberst, Kommandant der Grenzbrigade 9

- Künstlerfamilie Cleis
  - Lisa Cleis Vela (* 6. Januar 1901 in Ligornetto; † 8. Januar 1988 ebenda), Tochter des Aristide Vela, Primarlehrerin, Pädagogin, Künstlerin, Wandteppischerstellerin[27][28]
  - Ugo Cleis oder Hugo Cleis (1903–1976), Maler, Xylograf und Illustrator
  - Milo Cleis (* 1936 in Ligornetto), Sohn des Ugo, Bildhauer[29]
  - Franca Cleis-Zoppi (* 5. Dezember 1940 in Mendrisio), Tochter des Gelindo aus San Vittore GR, Sekundarlehrerin in Chiasso, Journalistin, Schriftstellerin, Dichterin[30][31]
  - Daniele Cleis, (* 12. April 1944 in Ligornetto), Sohn des Ugo, Kunstmaler, Bildhauer, Dozent[32]

- Giuseppe Realini (* 24. Oktober 1856 in Ligornetto; † 3. Mai 1925 in Turin), Architekt und Bildhauer schuf in Turin, Valsalice, Bra und Oropa[33]
- Ugo Crivelli (1923–1998), Kunstmaler, Bildhauer, Stecher schuf Gebäudedekoration, Kunst im öffentlichen Raum, Relief und Glasmalerei. Zeichnen und Illustration
- Pierino Selmoni (1927–2017), Bildhauer mit Atelier in Ligornetto, schuf Figuren, Mutterschaftsszenen, sakrale Möbel, abstrakte Werke, Interventionen in öffentlichen und privaten Räumen in Zusammenarbeit mit Architekten
- Tullio Cedraschi (* 1939 in Ligornetto), Fonds- und Investmentmanager, Präsident des Pensionsfonds der Canadian National Railway[34]
- Samuele Gabai (1949), Maler, Zeichner, Kupferstecher, Grafiker und Illustrator
- Ivo Soldini (1951), Bildhauer, Zeichner, Maler und Kunstsammler. Lebt und arbeitet in Ligornetto.
- Roberto Balzaretti (* 1965 in Ligornetto), Jurist, Schweizer Botschafter bei der Europäischen Union (EU), Gesandter in Paris[35]
- Paolo Basso (* 31. Oktober 1966 in Besnate), ein italienischer Sommelier, Weltmeister 2013, er wohnt in Ligornetto[36]